# 7362 Rogerbyrd
7362 Rogerbyrd este un asteroid din centura principală de asteroizi.

## Descriere
7362 Rogerbyrd este un asteroid din centura principală de asteroizi. A fost descoperit pe 15 martie 1996 la Haleakala în cadrul programului NEAT. Asteroidul prezintă o orbită caracterizată de o semiaxă mare de 2,44 ua, o excentricitate de 0,19 și o înclinație de 1,6° în raport cu ecliptica.